# Chloris clementis
Chloris clementis är en gräsart som beskrevs av Elmer Drew Merrill. Chloris clementis ingår i släktet kvastgrässläktet, och familjen gräs. Inga underarter finns listade i Catalogue of Life.